# خوان بوتارو
خوان بوتارو (انگلیسی: Juan Bottaro؛ زادهٔ ۲۰ ژوئیهٔ ۱۹۸۸) بازیکن فوتبال اهل آرژانتین است.
از باشگاه‌هایی که در آن بازی کرده‌است می‌توان به باشگاه فوتبال آرسنال ساراندی اشاره کرد.